# Seznam kazahstanskih smučarjev
Seznam kazahstanskih smučarjev.

## F
- Ljudmila Fedotova

## H
- Martin Huber

## K
- Dmitrij Koškin
- Julija Krigina

## P
- Taras Pimenov

## Z
- Igor Zakurdajev